# ستاره شمالی عشق اول
ستاره شمالی عشق اوّل (به ترکی استانبولی: Kuzey Yıldızı İlk Aşk) یک مجموعه تلویزیونی در ژانر کمدی رمانتیک ساخت کشور ترکیه و به کارگردانی ارسوی گولر است. پخش این مجموعه در تاریخ ۱۵ سپتامبر ۲۰۱۹ در کانال شو تی‌وی آغاز و در تاریخ ۱۴ ژوئن ۲۰۲۱ به پایان رسید.
این سریال با دوبله فارسی از شبکه جم تی‌وی در ۲۳۶ قسمت پخش شد. همچنین در استودیو نقش خیال نقره‌ای در ۱۲۸ قسمت دوبله و در فیلیمو به‌طور اختصاصی پخش گشت.

## خلاصهٔ داستان
ییلدیز تا جایی که به یاد دارد عاشق کوزی است. ولی کوزی مجبور بوده خود را عاشق ییلدیز نشان دهد. کوزی و ییلدیز از ۲ خانوادهٔ اصیل کارادنیز هستند. ۲۰ سال پیش یعنی در سال ۱۹۹۹، کوزی به بهانهٔ درس و دانشگاه، به استانبول رفته و با دختری به نام شعله ازدواج می‌کند. آن دو صاحب ۳ دختر به نام‌های فریده، گوگچه و مینه می‌شوند و کوزی هم فردی ثروتمند می‌شود. حال سال ۲۰۱۹ است. شعله به کوزی خیانت کرده و تمام پول‌های او را می‌دزدد. کوزی که پولی برای تأسیس دوبارهٔ شرکت‌اش ندارد به کارادنیز بر می‌گردد. داستان از آنجا آغاز می‌شود که….

## بازیگران
شخصیت‌های اصلی
| بازیگر             | نقش | قسمت‌ها |
| ------------------ | --- | ------ |
| اسماعیل دمیرجی     | کوزی ملااوغلو: او ۲۰ سال پیش ییلدیز را رها کرد و برای ادامه تحصیل به استانبول نقل مکان کرد در آنجا با زنی به نام شعله ازدواج کرد و از او صاحب ۳ دختر به نام فریده، گوکچه و مینه شد اما بعد از ۲۰ سال شعله به او خیانت کرد و او را ورشکست کرد کوزی بعد ۲۰ سال همراه با دخترانش به کارادنیز برگشت و بعد از کش و قوص‌ها و دعواهای فراوان با ییلدیز ازدواج کرد و از او صاحب یک پسر به نام گونی و دو پسر دوقلو دیگر شد. او شخصیت تقریباً آرامی دارد ولی وقتی عصبی می‌شود شروع به شکاندن وسایل خانه یا کله زدن به دیگران می‌کند! همچنین او عادت دارد چای را هورت بکشد! | ۱–۶۴   |
| آسلیهان گونر       | ییلدیز کادی‌اوغلو/ ملااوغلو: او ۲۰ سال پیش عاشق کوزی بود اما کوزی آن را رها کرد و به استانبول رفت اما بعد از ۲۰ سال کوزی برگشت و آنها بعد از ماجراها و دعواهای فراوان با کوزی ازدواج کرد و از او صاحب یک پسر به نام گونی و دو پسر دوقلوی دیگر شد. او شخصیتی بسیار عصبی دارد و در مواقع عصبانیت به افراد سیلی می‌زند یا به آنها حمله‌ور می‌شود. | ۱–۶۴   |
| تویگان آوان‌اوغلو   | صفر کادی‌اوغلو: برادر بزرگتر ییلدیز و پویراز، دوست ۲۰ ساله و صمیمی کوزی، همسر ناهیده، پدر درین سو. او سر خواهرش ییلدیز بسیار غیرتی است. او همیشه برادر کوچکش پویراز را تحقیر می‌کند اما پویراز هم کم نمی‌گذارد و همیشه او را اذیت و سربه سرش می‌گذارد. او بسیار پرخور و شکمو است و گاهی سهم غذای دیگران را مخصوصاً سهم کوزی و ییلدیز را می‌خورد. | ۱–۶۴   |
| گیزم گونش          | فریده ملااوغلو: بزرگ‌ترین دختر کوزی او نسبت به دو خواهر دیگرش بسیار عاقل تر است. او عاشق عمر بود اما عمر او را ترک کرد. | ۱–۶۴   |
| نیلسو برفین آکتاش  | گوکچه ملااوغلو: دختر وسطی و میانه کوزی او کمی لجباز و سرکش است. او عاشق عثمان دوست پسرش است. | ۱–۶۴   |
| آسلیهان کاپانشاهین | مینه ملااوغلو: کوچک‌ترین دختر کوزی او کمی حواس‌پرت و سر به هوا است. او عاشق امین است. | ۱–۶۴   |
| مروه شن            | ناهیده کادی‌اوغلو: همسر صفر و مادر درین سو، او تلاش‌های بسیاری کرد تا کوزی و ییلدیز را به هم برساند اما هر بار به دلایلی در این کار شکست می‌خورد اما در نهایت در این کار موفق شد. | ۱–۶۴   |
| بوراک جان          | پویراز کادی‌اوغلو: برادر کوچکتر ییلدیز و صفر، او همیشه توسط برادر بزرگش صفر مورد تمسخر قرار می‌گیرد اما او هم کم نمی‌گذارد و همیشه صفر را اذیت می‌کند. او در نهایت با قمر ازدواج کرد. | ۱–۶۴   |
| اجم چالهان         | قمر ملااوغلو/ کادی‌اوغلو: خواهر کوچکتر کوزی. او عاشق پویراز است و در نهایت با او ازدواج کرد. | ۱–۶۴   |
| جان کیزیلتوغ       | عثمان شیمشک: پسر عموی امین، عاشق گوکچه، او همیشه توسط پدرش مورد کار و بردگی قرار می‌گیرد. او پسر دایی ییلدیز است. او راننده مینی بوس است. | ۱–۶۴   |
| کورجان کول         | امین شیمشک: پسر عموی عثمان، او عاشق مینه است. او سالها پیش در یک تصادف خانواده اش را از دست داد، او پسر دایی ییلدیز است. او به موسیقی و خوانندگی علاقه بسیاری دارد. | ۱–۶۴   |
| اینان ییلماز       | روحی: او در ابتدا عاشق ییلدیز بود و سپس عاشق فادیمه شد اما فادیمه او را ترک کرد و به آلمان رفت. او همیشه یک گلدان و کلت کمری به همراه خود دارد و دوست صمیمی ییلدیز و کوزی است! او و صفر و کوزی یک مثلث دوستی بنام صفکوزروح دارند! | ۱–۶۴   |
| شوکری اوچونجه      | شوکری شیمشک: همسر اسما و یکی از نزدیک‌ترین دوستان ییلدیز. او پسر دایی ییلدیز و برادر بزرگ عثمان است. | ۱–۶۴   |
| یوکسل تامر برینجی  | دلی بدری شیمشک: پدر عثمان و عموی امین. او همیشه عثمان را به بدرگی و کار می‌گیرد و خودش یک گوشه می‌نشیند و چای می‌خورد. او دایی ییلدیز است. | ۳–۶۴   |
| جان کاراکوچ        | مته گولر: او عاشق فریده است اما همیشه خجالت می‌کشد که این موضوع را به او بگوید و جواب قطعی از او بگیرد. او دوست زمان بچگی عثمان و امین است. | ۴۶–۶۴  |
| خلیل ابراهیم کورم  | خلیل ابراهیم: او شریک رستوران است، او عاشق فریده است بنابراین او و مته با هم همیشه در حال رقابت بر سر فریده هستند. او اهل آدانا است و به همین دلیل به آدانالی و خلیل ایبو معروف است! | ۵۱–۶۴  |

نقش‌های پایان یافته
| بازیگر                   | نقش | قسمت‌ها   |
| ------------------------ | --- | -------- |
| جزمی باسکین              | یاشار کادی‌اوغلو: او پدر صفر، ییلدیز و پویراز است. او ابتدا از کوزی متنفر بود و نمی‌خواست دخترش ییلدیز با او ازدواج کند اما بعدها با این موضوع موافقت کرد و ییلدیز را برای همیشه رها کرد. او همسر حنیفه است. او دوست صمیمی و چند ساله شرف است اما طی این ۲۰ سال با او دشمن بود ولی بعد با او آشتی کرد. | ۱–۶۰     |
| حسین سوی جیلان           | شرف ملااوغلو: او پدر پمبه، کوزی و قمر است. او ابتدا از کوزی دلخور بود که ۲۰ سال پیش او را رها کرد اما بعدها او را بخشید. او همسر آمینه است. او دوست صمیمی و چند ساله یاشار است اما طی این ۲۰ سال با او دشمن بود ولی بعد با او آشتی کرد.                                                              | ۱–۶۰     |
| اعور دمیر پهلیوان        | آمینه ملااوغلو: او مادر پمبه، کوزی و قمر است. او همسر شرف است. او دوست صمیمی و چند ساله حنیفه است آنها طی این ۲۰ سال مخفیانه و دور از چشم همسرانشان با هم ملاقات می‌کردند. | ۱–۶۰     |
| فِردا کاینار              | حنیفه کادی‌اوغلو: او مادر صفر، ییلدیز و پویراز است. او همسر یاشار است. او دوست صمیمی و چند ساله آمینه است آنها طی این ۲۰ سال مخفیانه و دور از چشم همسرانشان با هم ملاقات می‌کردند. | ۱–۶۰     |
| زینپ کانکونده            | پمبه ملااوغلو: او خواهر بزرگتر کوزی و قمر است. او دختر بزرگ و اول شرف و آمینه است. او عاشق دکتر جهان بود اما آنها مشاجره کردند و از هم جدا شدند. او همیشه یک ماده بیهوشی برای ببهوش کردن و دزدیدن افراد همراه خود دارد.                                                                              | ۱–۴۰     |
| امراه اوزدلیک            | دکتر جهان: او ابتدا عاشق ییلدیز بود و به خاستگاری او رفت اما با شکست مواجه شد. او در ابتدا از پمبه فراری بود ولی بعد عاشق او شد اما آنها با هم مشاجره کردند و از یکدیگر جدا شدند. | ۱–۳۸/ ۵۳ |
| زینپ کالتوک              | شعله: او همسر سابق کوزی و مادر فریده، گوکچه و مینه است او با یک مرد دیگر به کوزی خیانت کرد. او می‌خواست ییلدیز را حرص بدهد و از کوزی جدا نشود ولی بعدها دستش رو شد و از کوزی طلاق گرفت. | ۹–۳۸     |
| اوزگون کارامان           | عمر زایم‌اوغلو: او عاشق فریده بود ولی آن را ترک کرد. | ۱–۳۸     |
| مرت یاووزجان             | چتین: او وکیل سابق کوزی است و او را به خاک سیاه کشاند. او همیشه می‌خواست از کوزی آطو و مدرک بگیرد تا فریده را به او دهد و با او ازدواج کند اما هر بار با شکست مواجه می‌شد و در نهایت تسلیم شد و مدارک لازم برای طلاق کوزی از شعله را تحویل ییلدیز داد.                                                 | ۱–۳۳     |
| هانده ییلماز             | ساره ملااوغلو: او صاحب کار گوکچه و مینه در نانوایی بود ولی در نهایت با آنها دوست شد. او دوست دختر سابق عثمان است. | ۱۶–۳۳    |
| ملتم توزونر/ گلشاه توسون | اسما شیمشک: او همسر شوکری و یکی از نزدیکترین دوستان ییلدیز است. | ۱–۳۳     |
| یاسمین هادیونت           | فادیمه: او صمیمی‌ترین دوست ییلدیز است. او عاشق روحی بود اما بعدها او را رها کرد و به آلمان رفت. | ۱–۲۷     |